# Ludwig Karl Alexander von Alvensleben
Ludwig Karl Alexander von Alvensleben (* 4. September 1778 in Schenkenhorst, Altmark; † 30. August 1842 in Zichtau) war preußischer Offizier und eine literarische Figur in Theodor Fontanes Roman „Schach von Wuthenow“.

## Leben
Er entstammte der niederdeutschen Adelsfamilie von Alvensleben und war das fünfte Kind des Landrates der Altmark Johann Friedrich von Alvensleben (1747–1829) und der Sophie von Alvensleben  (1744–1815) aus Neugattersleben, trat bereits mit 13 Jahren in das Regiment Gensdarmes in Berlin ein und avancierte bis 1804 zum Stabsrittmeister. Als solcher erscheint er als eine der literarischen Hauptfiguren in Theodor Fontanes 1882 gedruckten historischen Roman „Schach von Wuthenow“, in dem sich die gesellschaftlichen und politischen Zustände in Berlin und Preußen kurz vor dem Zusammenbruch Preußens 1806 widerspiegeln. Im Sommer 1806 war Alvensleben Teilnehmer einer in Kapitel 10 und 11 des Romans beschriebenen Schlittenpartie, die eine Parodie auf das im Berliner Schauspielhaus aufgeführte Theaterstück „Weihe der Kraft“ von Zacharias Werner sein sollte. Sie wurde aber in Teilen der Berliner Gesellschaft und vom König missverstanden und rief beträchtliches Missfallen hervor. Dies führte zu seiner Strafversetzung nach Schlesien. Im bald darauf folgenden Krieg gegen Napoleon zeichnete er sich wiederholt durch Tapferkeit aus und erhielt dafür am 3. Februar 1807 den Orden Pour le Mérite. In den Befreiungskriegen wurde ihm 1815 als Major und Eskadronschef das Eiserne Kreuz 2. Klasse verliehen. 1817 schied er aus der Armee aus und lebte bis zu seinem Tode in Zichtau. Er war Ritter des Johanniterordens und seit 1837 Kammerherr des Herzogs von Anhalt-Bernburg.